# Dodonaea triquetra
Dodonaea triquetra es una especie de arbusto perteneciente a la familia de las sapindáceas. Es originaria de Australia.

## Descripción
Es un arbusto erecto que alcanza un tamaño de 3 m de altura. Las hojas son simples, elípticas, ovadas o lanceoladas a veces, desde 4,7 hasta 12 cm de largo, y 10-47 mm de ancho, ápice agudo a cuneado, los márgenes enteros o sinuosos, glabros; con pecíolo de 2-7 mm de largo. Las flores en panículas terminales, con pedicelos de 5-10 mm de largo en su mayoría. Sépalos 4, rara vez 5, de 0.6-1 mm de largo. El fruto es una cápsula con tres alas, de 9.5-16 mm de largo, 10-15 mm de ancho, glabros; las alas de 2-5 mm de ancho, membranosas.

## Distribución y hábitat
Crece en el bosque esclerófilo seco o el bosque húmedo, por lo general en suelos de arena, piedra arenisca o serpentina, en los estados de Victoria, Nueva Gales del Sur y Queensland.

## Usos
Las cápsulas fueron usadas como sustituto del lúpulo por los primeros colonos. 
Dodonaea triquetra es cultivada como una planta ornamental para jardines y macetas.

## Taxonomía
Dodonaea triquetra fue descrita por Johan Wendland y publicado en Botanische Beobachtungen 44, en el año 1798.
Sinonimia
- Dodonaea cestroides Sieber ex Schltdl.
- Dodonaea heterophylla G.Don
- Dodonaea laurifolia Sieber ex Loudon
- Dodonaea laurina Sieber ex Spreng.
- Dodonaea longipes G.Don[3]